# Zakład pogrzebowy

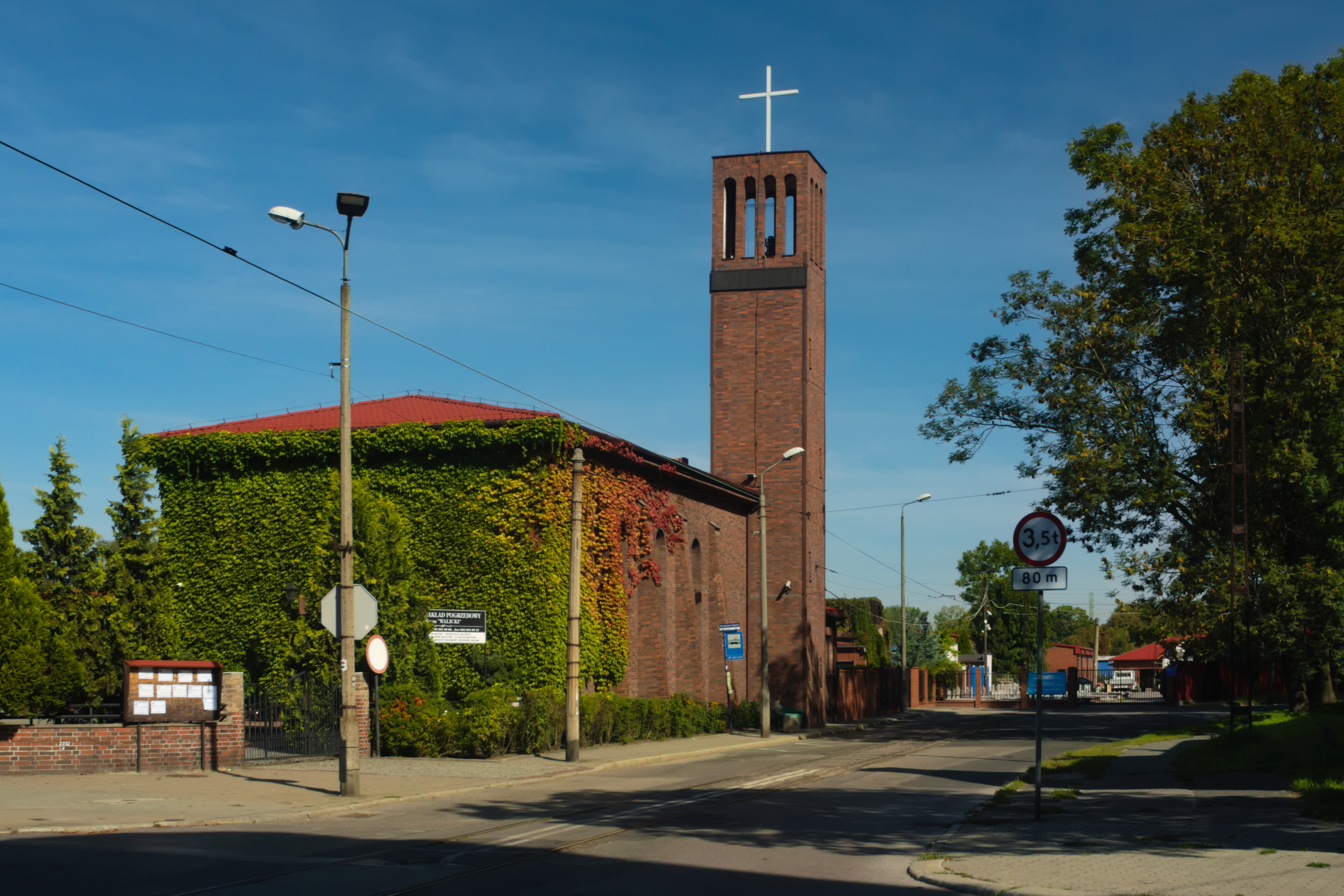
Dom pogrzebowy w Bytomiu

Zakład pogrzebowy – przedsiębiorstwo świadczące usługi związane z pochówkiem zmarłych. Kompleksowe usługi zakładu pogrzebowego obejmują:
- transport zwłok (krajowy i międzynarodowy),
- handel trumnami lub urnami,
- kremację lub pośrednictwo w zorganizowaniu kremacji,
- oprawę muzyczną uroczystości pogrzebowych,
- sprzedaż wiązanek kwiatów i wieńców,
- załatwienie formalności pogrzebowych w urzędach,
- złożenie trumny lub urny w grobie, czy też grobowcu.